# Bermudadreieck
Das Bermudadreieck, auch Teufelsdreieck genannt, ist ein Seegebiet im Atlantik. Es liegt nördlich der Karibik etwa zwischen Süd-Florida, Puerto Rico und Bermuda.
Dieses Gebiet bekam infolge mehrerer dort tatsächlich oder vermeintlich stattgefundener Schiffs- und Flugzeugkatastrophen den mysteriösen Ruf, dort spielten sich gehäuft entsprechende Unfälle ab, und dort „verschwänden“ gar Schiffe und Flugzeuge. Einige der Vorfälle, bei denen Schiffe, Flugzeuge oder ihre Besatzungen spurlos verschwunden sein sollen, konnten nicht restlos aufgeklärt werden. Sie inspirierten verschiedene Autoren zu teilweise recht bizarren Erklärungsversuchen, die Grundlage für eine Vielzahl literarischer Werke, Filme und Internetseiten wurden. Tatsächlich ist die Zahl der Katastrophen, die sich im Bermudadreieck abgespielt haben, nicht auffällig hoch. Zudem sollen viele der angeblich mysteriös verschwundenen Schiffe vermutlich einfach im Sturm gesunken sein.

## Rezeptionsgeschichte
Der Begriff Bermudadreieck wurde 1952 in einem Artikel von George Sand im US-Magazin Fate und von Associate Press geprägt und wurde schon bald zum Mythos. Im Februar 1964 veröffentlichte Vincent Gaddis im Pulp-Magazin Argosy den Artikel „The Deadly Bermuda Triangle“ über 20 Fälle von verschwundenen Flugzeugen und Schiffen.
Das Interesse an den vermeintlich übernatürlichen Phänomenen erreichte 1974 seinen Höhepunkt, nachdem Charles Berlitz und J. Manson Valentine mit ihrem Buch The Bermuda Triangle (in Deutschland 1977 erschienen) einen Bestseller hatten landen können, der weltweit Millionenauflagen erzielte. Als Indiz für das Phänomen Bermudadreieck wird dort – wie bei anderen Autoren vorher – eine Liste spurlos verschwundener Schiffe und Flugzeuge genannt. Allerdings entspricht schon die Größe des betrachteten Areals nicht immer der „klassischen“ Definition des Bermudadreiecks, fügen doch einige auch die Azoren und die Westindischen Inseln hinzu und vergrößern so das Gebiet von rund 600.000 Quadratkilometern auf etwa das Dreifache.
Die Geschichten aus dem Bermudadreieck ähneln sich auffallend: Entweder Schiffe oder Flugzeuge verschwinden bei besten Wetterbedingungen, ruhiger See und trotz erfahrener Piloten und Mannschaft spurlos oder ein verlassenes, aber ansonsten völlig intaktes Geisterschiff wird treibend im Meer gefunden, während die Mannschaft verschollen bleibt. In einigen Fällen spielen auch unklare und merkwürdige Funksprüche eine Rolle. Als potenzielle Ursachen dieser Geschehnisse werden unter anderem Entführungen durch Außerirdische oder von dem versunkenen Kontinent Atlantis ausgehende, gefährliche „Kraftfelder“ genannt. Das berühmteste Beispiel ist die Geschichte von Flug 19. Auffallend ist auch, dass viele der mysteriösen Geschichten von Veröffentlichung zu Veröffentlichung (die entsprechenden Autoren beziehen sich in der Regel auf ihresgleichen) noch mysteriöser und nicht selten immer detaillierter und fantastischer werden (auch wenn sie schon lange zurückliegen).
Ein Jahr nach dem Bestseller von Berlitz und Valentine erschien das Buch The Bermuda Triangle Mystery – Solved! von Lawrence Kusche (deutsch: Die Rätsel des Bermudadreiecks sind gelöst!, erschienen bei rororo, 1980). Dieses Werk, das noch heute als Klassiker der skeptischen Recherche gilt, räumte mit einer ganzen Reihe von Vermutungen, Halbwahrheiten und Erdichtetem zum Thema auf. Kusche zeigte, dass nichts an diesem Teil des Atlantiks ungewöhnlich ist. Die Zahl der verschwundenen Schiffe und Flugzeuge ist nicht höher als in anderen, in Bezug auf das Verkehrsaufkommen vergleichbaren Gebieten auf den Weltmeeren, und die überwiegende Mehrzahl der Fälle verliert bei Betrachtung der im Buch zur Verfügung gestellten Originalquellen ihren mysteriösen Anschein völlig. Inzwischen ist es um das Thema merklich ruhiger geworden. 1980 präsentierte Berlitz einige neue unerklärliche Unfälle, die sich jedoch als überhaupt nicht unerklärlich herausstellten und außerdem – bis auf drei Ausnahmen – gar nicht dem Bermudadreieck zuzuordnen waren. Obwohl auch weiterhin Schiffs- und Flugzeugunfälle im Atlantik geschehen, werden diese nur noch selten mit dem Bermudadreieck in Verbindung gebracht.

## Geographische Lage

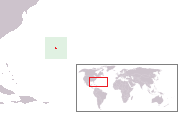
Geografische Lage von Bermuda

Die Ausrichtung und Lage des Bermudadreiecks im westlichen Atlantik ist nur ungefähr bezeichnet. Im Allgemeinen gelten für das Bermudadreieck die folgenden Positionsangaben:
- Im Norden begrenzen die Bermudainseln bei etwa 32° nördlicher Breite ⊙ das Dreieck.
- Im Westen begrenzt die in Florida liegende Stadt Miami ⊙ dieses Gebiet.
- Im Süden ist es die Stadt San Juan ⊙ auf der Insel Puerto Rico.

Je nach Urheberdefinition bedeckt das Bermudadreieck eine Meeresfläche von 1,3 bis 3,9 Millionen km², liegt also in der Größe zwischen Angola und Indien.
In der einschlägigen Literatur zum Thema werden allerdings auch vermeintlich mysteriöse Vorgänge dem Bermudadreieck zugeordnet, die sich nachweislich außerhalb des oben beschriebenen Seegebiets ereigneten.
So bleiben beispielsweise von den dem Mysterium Bermudadreieck zugeschriebenen Verlusten in der Luftfahrt gerade mal zwei übrig, die sich innerhalb des Gebiets ereignet haben. Für ein Gebiet, das bis zu 90 % der Fläche aller EU-Staaten umfasst, ist dies eine außergewöhnlich niedrige Unfallquote.

## Vorkommnisse (Auswahl)

### Sloop USSWasp
Die Sloop Wasp der United States Navy verschwand im Oktober 1814 vermutlich im Gebiet des Bermudadreiecks beziehungsweise nördlich der Bahamas. Von dem Schiff, auf dem Weg vom Ärmelkanal nach der Karibik, und den 140 Besatzungsangehörigen wurden keine Spur mehr gefunden. Während Proponenten der Bermudadreieck-Legende einen übernatürlichen Hintergrund vermuten, gehen offizielle Stellen der US-Marine davon aus, dass das Schiff Mitte Oktober 1814 in einem Sturm verloren ging.

### Britisches SchulschiffAtalanta
Im Februar 1880 ging das britische Schulschiff Atalanta, das ursprünglich 1845 als Fregatte und unter dem Namen Juno in Dienst gestellt worden war, auf dem Weg von Bermuda nach Falmouth im Nordatlantik aus ungeklärten Gründen verloren. Beim Untergang kamen 281 Personen ums Leben, darunter rund 200 Seekadetten. Während Proponenten des Bermudadreieck-Mythos von einem Verschwinden des Schiffes nahe der Bermudainseln sprechen und einen Kontext zum Bermudadreieck herstellen, ist es wahrscheinlicher, dass das überladene Schiff zwischen dem 12. und dem 16. Februar 1880 nahe der Azoren in einem schweren Sturm geriet und in diesem sank.

### Deutsche BarkFreya
Im Oktober 1902 soll die deutsche Bark Freya in teils entmastetem Zustand und ohne Besatzung treibend im Bermudadreieck beziehungsweise südwestlich von Florida aufgefunden worden sein. Angeblich soll das Schiff sich auf dem Weg von Manzanillo auf Kuba nach Punta Arenas befunden haben. Tatsächlich jedoch befand sich die Bark auf dem Weg von Manzanillo (Westküste Mexikos) nach Punta Arenas und wurde nicht in der Karibik oder vor Florida, sondern im Pazifik treibend aufgefunden. Sehr wahrscheinlich wurden das Schiff und die Crew Opfer eines Seebebens vor Chiapas Ende September 1902.

### US-TrampschiffCotopaxi
Das Trampschiff befand sich mit einer Ladung Kohlen auf dem Weg von Charleston nach Havanna, als es Anfang Dezember 1925 spurlos östlich von Florida verschwand. Zuvor hatte das Schiff einen Funkspruch abgesetzt, in welchem die Crew einen Wassereinbruch im Sturm gemeldet hatte. Das Schiff galt zunächst als über Jahrzehnte hinweg als verschollen und das Verschwinden wurde mit dem Bermudadreieck in Verbindung gebracht. Im Jahr 2020 indessen konnte das Wrack eines Schiffes, das in rund 30 Metern Tiefe und etwa 65 Kilometer östlich von St. Augustine lag, zur Sicherheit als jenes der Cotopaxi identifiziert werden (dass sich dort ein Wrack befand, war seit den 1980er Jahren bekannt gewesen, die Identifikation gelang jedoch erst 2020).

### Flug 19
Dieser Vorfall ist der bestdokumentierte und meisterwähnte in der Geschichte des Bermudadreiecks, bei dem am 5. Dezember 1945 fünf amerikanische Bomber und ein Suchflugzeug vermisst und nicht wieder aufgefunden wurden. Die fünf Bomber mit ihrem Ausbilder Lieutenant Taylor, der in diesem Gebiet zum ersten Mal flog, hatten sich bei einem Trainingsflug östlich von Florida nach eigenen (Funk-)Angaben verirrt und befanden sich Funkpeilungen zufolge im Norden der Bahamas, als ihnen der Treibstoff ausgegangen sein muss. Zu dieser Zeit herrschten im fraglichen Gebiet schwerer Seegang und hohe Windgeschwindigkeiten, die ein Notwassern gefährlich machten; von den fünf Flugzeugen wurde keine Spur entdeckt. Das später gestartete Suchflugzeug ging ebenfalls verloren, allerdings mehr als 200 Kilometer nordnordwestlich der Grenzen des Bermudadreiecks, also sehr weit außerhalb davon. An der Stelle, an der es vermutlich abstürzte, wurde auf See eine große Öllache gefunden, aber keine Überlebenden (siehe auch Verschwinden der Martin PBM-5 59225 der US Navy).

### Versorgungsschiff USSCyclops
Das Versorgungsschiff Cyclops der United States Navy verschwand am oder nach dem 4. März 1918 beziehungsweise nach dem Auslaufen aus Barbados unter bislang ungeklärten Umständen im Gebiet des Bermudadreiecks. Es ist jedoch bekannt, dass der mit Manganerz beladene Transporter unter einem Maschinenschaden litt und zudem überladen war. Wahrscheinlich ging das Schiff mitsamt der 309 Personen an Bord zwischen dem 5. und dem 9. März 1918 in einer Sturmfront verloren; ein Wrack wurde nie gefunden.

### PassagierflugzeugStar Tiger
Am 30. Januar 1948 verschwand eine mit 31 Personen besetzte Passagiermaschine vom Typ Avro 688 Tudor Mark IV der British South American Airways (BSAA) auf einem nächtlichen Flug vom Flughafen Santa Maria auf den Azoren zum Kindley Field in Bermuda. Die Position der Maschine konnte noch per Funkpeilung an den Flugkapitän übermittelt werden, kurz darauf brach der Funkkontakt ab. Die Maschine flog auf dem Transatlantikflug in einer außergewöhnlich niedrigen Flughöhe von nur 2000 Fuß (ca. 610 Meter). Die Besatzung hatte vor dem Verschwinden keinerlei Probleme mit der Maschine gemeldet.
Die Sichtung eines niedrig fliegenden Flugzeugs durch ein Handelsschiff in der Nacht des Absturzes ließ vermuten, dass die Maschine von ihrem Kurs abgekommen und in Richtung der Ostküste der USA geflogen wurde. Zudem wurde im Rahmen einer großangelegten Suchaktion zwei Tage nach dem Verschwinden Treibgut im Meer gesichtet, das jedoch nicht eindeutig der Maschine zugeordnet werden konnte. Einer jüngeren Theorie zufolge könnte Treibstoffmangel zum Verschwinden der Maschine beigetragen haben.
Aufgrund ihres Flugziels Bermuda und des zu dieser Zeit bereits großen Mythos um das Bermudadreieck wird das Verschwinden der Star Tiger von Verfechtern der Mysteriums-Hypothese als diesem zugehöriges Rätsel bezeichnet, auch wenn die Maschine nördlich von Bermuda und damit weit außerhalb des Bermudadreiecks verloren ging.

### Passagiermaschine vom Typ Douglas DC-3
Die DC-3 war am 28. Dezember 1948 mit 32 Personen auf dem Weg von Puerto Rico nach Miami. In seinem letzten Funkspruch soll der Pilot Bob Linquist gesagt haben, die Maschine sei 50 Meilen südlich von Miami entfernt und er könne die Lichter der Stadt sehen. Kurz darauf verschwand er mit seinem Flugzeug und den Passagieren spurlos.
Kritiker weisen darauf hin, dass der Pilot schon vor dem Start in Puerto Rico bemerkte, dass sein Funk nicht in Ordnung war. Es wäre möglich, dass er die Meldung über eine Änderung der Windrichtung während des Flugs nicht erhalten hat und sich somit zum Zeitpunkt des letzten Funkspruchs rund 50 Meilen südlich des geplanten Kurses befand, also rund 100 Meilen von Miami entfernt. Zudem wurden Linquist die Worte, er könne die Lichter der Stadt schon sehen, erst nachträglich in den Mund gelegt.

### PassagierflugzeugStar Ariel
Am 17. Januar 1949 verschwand erneut eine Passagiermaschine vom Typ Avro 688 Tudor Mark IV der British South American Airways (BSAA). Das Flugzeug mit seinen 20 Insassen war morgens zu einem Flug vom Kindley Field in Bermuda zum Flughafen Kingston in Jamaika gestartet. Zum Zeitpunkt des Verschwindens herrschte ausgezeichnetes Wetter, weshalb sich der Flugkapitän zu einem Flug auf einer Höhe von 18.000 Fuß (ca. 5500 Meter) und damit auf einer weitaus höher gelegenen Flugfläche als auf dieser Strecke üblich entschied. Nachdem der Kapitän eine Stunde nach dem Start bei der Flugsicherung ankündigte, die Funkfrequenz zu wechseln, ging der Kontakt verloren. Die Besatzung hatte vor dem Verschwinden keinerlei Probleme mit der Maschine gemeldet. Während das Wetter am fraglichen Tag ausgezeichnet war, wurde über einen allgemein schlechten Funkempfang in dem Gebiet des Verschwindens der Star Ariel berichtet.

### US-TankschiffMarine Sulphur Queen
1963 verschwand das Tankschiff Marine Sulphur Queen mit 39 Mann Besatzung. Fundstücke und die letzten Funkverbindungen deuten darauf hin, dass das Schiff westlich von Key West und damit außerhalb des als Bermudadreieck bezeichneten Gebiets sank. Der über 20 Jahre alte Tanker war mit 15.000 Tonnen flüssigem Schwefel beladen und nach Angaben der US-Küstenwache bereits in den Monaten zuvor bei mehreren Wetterereignissen schwer beschädigt worden. Eine eingehende Untersuchung und Reparatur des Schiffs und seiner Tanks auf Schäden war allerdings erst für den März 1963 geplant. Es hatte auch eine Vielzahl meist kleinerer Brände an Bord gegeben, die sich nach Informationen der US-Küstenwache ab Oktober 1962 häuften und nach Zeugenaussagen ab Dezember des Jahres nahezu ständig auftraten.
Der Tanker legte am 2. Februar 1963 in Beaumont ab, der letzte Funkkontakt war am 4. Februar um etwa 1:30 Uhr. Zu diesem Zeitpunkt hatte das Schiff etwa zwei Drittel des Wegs zwischen Beaumont und Floridas Südspitze zurückgelegt, war also vom Bermudadreieck noch weit entfernt. Um 11:23 Uhr des 4. Februar schlug ein Versuch, Funkkontakt mit dem Schiff aufzunehmen, fehl. Zu diesem Zeitpunkt hätte es sich in der Nähe der Dry Tortugas, einer Inselgruppe im Golf von Mexiko, befinden müssen.
Als das Schiff nicht wie geplant am 7. Februar in Norfolk (Virginia) ankam, begann am nächsten Tag eine große Suchaktion, in deren sechstägigem Verlauf knapp 350.000 Quadrat-Seemeilen abgesucht wurden, und die mit einer errechneten Wahrscheinlichkeit von 95 % den Tanker gefunden hätte, wenn er sich noch an der Wasseroberfläche befunden hätte.
Am 21. Februar fand ein Boot der US Navy 12 Seemeilen südwestlich von Key West ein Nebelhorn und eine Rettungsweste der Marine Sulphur Queen. In der Folgezeit wurden von verschiedenen Schiffen im Golf von Mexiko weitere Rettungswesten, Rettungsringe und andere Kleinteile geborgen.
1978 erschien das Science-Fiction-Hörspiel Das Geheimnis des Bermuda-Dreiecks von H. G. Francis mit René Genesis und Horst Stark in den Hauptrollen, in dem eine Möglichkeit beschrieben wird, was auf der Marine Sulphur Queen geschehen sein könnte.

### Japanischer FrachterRaifuku Maru
Der Frachter Raifuku Maru (japanisch 來福丸) soll 1924 oder 1928 angeblich westlich der Bahamas verschwunden sein. Sein letzter Funkspruch soll in gebrochenem Englisch gelautet haben “now very danger come quick” (deutsch: „Jetzt viel Gefahr kommt schnell“) bzw. im Kontext des Mythos auch “Danger like a dagger now! Come quick!” (deutsch: „Gefahr wie ein Dolch! Kommt schnell!“). Tatsächlich sank das Schiff am 21. April 1925 auf dem Weg von Boston nach Hamburg in einem schweren Sturm weit nördlich des Bermuda-Dreiecks beziehungsweise vor Nova Scotia auf Position 41° 43′ N, 61° 39′ W, wie der zu Hilfe eilende und den Untergang beobachtende britische Passagierdampfer Homeric funkte.

## Erklärungsversuche

### Blowout

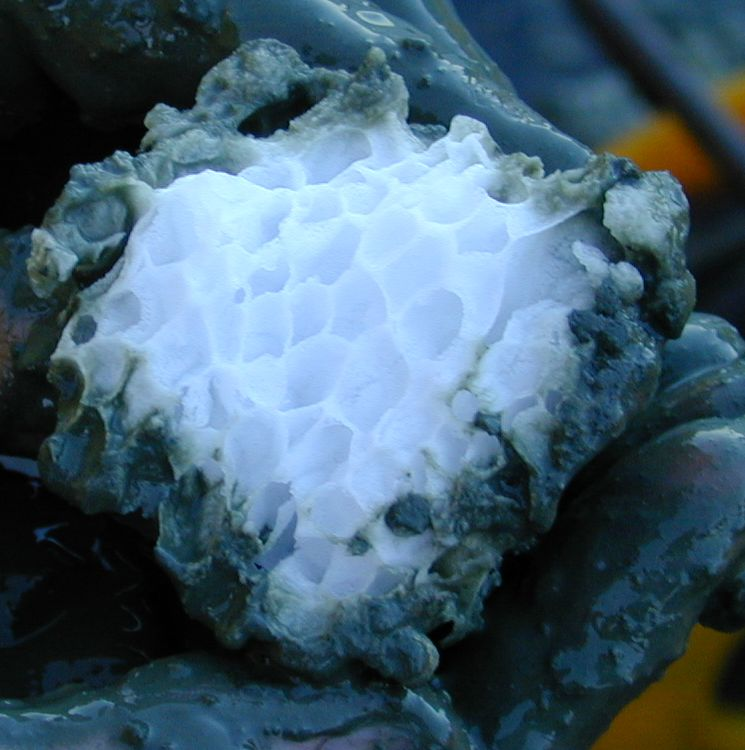
Methanhydratblock

Einige Geowissenschaftler aus Japan, Deutschland und den USA haben riesige „Methaneis“-Vorkommen im Gebiet des Bermudadreiecks gefunden, die das spurlose Verschwinden von Schiffen verursacht haben könnten.
Unter dem Druck in Wassertiefen von 300 bis 2000 Metern kann sich aus Methan bei bestimmten Temperaturen metastabiles Methanhydrat am Meeresboden bilden. Durch Druck- und Temperaturänderungen kann das Methan aus den Hydratbrocken entweichen. Das kann allerdings auch explosionsartig mit großen Gasmengen gleichzeitig erfolgen, einem Methanausbruch (engl. blowout). So ein Ausbruch kann durch ein Seebeben (in küstennahen Regionen auch Erdbeben) oder tektonische Verschiebungen hervorgerufen werden.
Das gasförmige Methan steigt hierbei in vielen winzigen Blasen zur Wasseroberfläche auf. Dieses Ereignis ist vergleichbar mit dem Aufsteigen von CO2-Blasen beim Öffnen einer Mineralwasserflasche. Die Dichte des Gas-Wasser-Gemisches ist geringer als die von normalem Meerwasser. Befände sich ein Schiff nun auf See direkt oder teilweise über einem solchen Gas-Wasser-Gemisch, könnte es durch den wegfallenden Auftrieb schlagartig unter die Meeresoberfläche fallen und keinen Notruf mehr absetzen. Ist einmal das Deck des Schiffes unter die Oberfläche geraten, dringt Wasser ein, und das Schiff sinkt, wenn sich das Innere mit zu viel Wasser füllt. Dies ist besonders dann zu befürchten, wenn das Methan nur an Bug oder Heck aufsteigt. Das Methangas könnte sich auch am Schiff entzünden und eine Explosion oder Feuer das Schiff zerstören, würde dann aber erheblich mehr Spuren des Unglücks hinterlassen, als wenn das Schiff einfach „vom Meer verschluckt“ würde. Siehe dazu auch Hexenloch (Seegebiet).
Nach dem Verschwinden von Flug 19 gaben mehrere Zeugen an, eine Explosion am Himmel gesehen zu haben. Im Sinne dieses Erklärungsversuchs hat sich aufgestiegenes Methangas an den Motoren der Flugzeuge entzündet, was zu einer großen Verpuffung geführt hat, der die Maschinen schließlich zum Opfer fielen. Allerdings gibt es bisher keinen Hinweis, dass Methangas aus dem Meer in Flughöhe Verpuffungen verursachen kann.

### Weißes Wasser
Dieses Phänomen soll häufig im Gebiet der Bahamabänke beobachtet werden.
Der Ozeanforscher J. Manson Valentine und der Pilot Jim Richardson sollen einmal mit einem Wasserflugzeug inmitten eines weißen Wassers gelandet sein, um Proben zu entnehmen. Bei der Analyse wurden den Berichten zufolge besondere chemische Eigenheiten festgestellt, die darauf hindeuteten, dass durch Spalten am Meeresboden einige Stoffe austreten und vulkanische Tätigkeit bestehe. Unter anderem seien ungewöhnlich hohe Konzentrationen von Schwefel gefunden worden, aber auch Spuren von Strontium und Lithium seien enthalten gewesen. Diese können vielleicht auch durch die verschwundenen Objekte ausgetreten sein. Eine belastbare Quelle für diese Behauptungen gibt es jedoch nicht. Die Mutmaßungen der Autoren konnten bisher wissenschaftlich nicht bestätigt werden.

### Magnet-Anomalien
Häufig wird im Zusammenhang mit dem Bermudadreieck auch von Anomalien des Erdmagnetfeldes gesprochen. Entweder soll der Kompass vollkommen versagen oder sich drehen und somit eine Positionsbestimmung unmöglich machen. Dieses Phänomen soll sowohl bei Schiffen als auch bei Flugzeugen auftreten. Auch wird behauptet, auf heute gültigen offiziellen Luftkarten werde vor plötzlich auftretenden Störungen des Magnetfelds in diesem Gebiet gewarnt. Durch das Project Magnet der US Navy, bei dem über 20 Jahre lang das Magnetfeld der Erde untersucht wurde, konnte diese Vermutung jedoch widerlegt werden.

### Riesenwellen
In bestimmten Regionen der Ozeane ist die Wahrscheinlichkeit für das Auftreten sich überlagernder Wellen erhöht. Die Amplituden dieser Wellen summieren sich auf, so dass extrem hohe Wellen (Kaventsmänner bzw. Freakwaves) auftreten können. Es ist denkbar, dass derartige Überlagerungen im Bermudadreieck aus geologischen Gründen mit erhöhter Wahrscheinlichkeit auftreten. Nachgewiesen ist eine solche erhöhte Wahrscheinlichkeit für dieses Seegebiet nicht. Computermodelle an der englischen Universität Southampton (am ozeanographischen Institut von Simon Boxall) legen dies jedoch nahe und erwarten ähnliche Phänomene wie an der Südspitze Afrikas.
Solche Wellen würden allerdings das Verschwinden von Flugzeugen kaum erklären.

### Meteorologische Bedingungen
In dieser Gegend herrschen oft Stürme, die ebenfalls für einen Teil der verschwundenen Objekte verantwortlich sein könnten. Auch hierfür gibt es Belege, wie bei der Geschichte des Schoners Glorisko. Die Segel waren zerfetzt und der Laderaum war bis oben hin mit Wasser gefüllt. Das Ruder war zertrümmert. Anhand von Zeitungsberichten aus dem Jahr 1940 konnte man nachweisen, dass zu der fraglichen Zeit schwere Stürme in dem Gebiet wüteten.
Auch von der amerikanischen United States Navy als Downbursts bezeichnete, überraschende Stürme, Gewitterabwinde (Weiße Bö), die mit unglaublicher Gewalt hereinbrechen und weniger als fünf Minuten dauern können, kann man als Ursache für das Verschwinden zahlreicher Objekte verantwortlich machen.

### Infraschall
Andere Erklärungsversuche gehen von der Entstehung von Infraschall durch Stürme bei hohem Wellengang aus. Dieser löse bei Menschen und Tieren Angstreaktionen aus, ohne dass die Ursache erkannt wird. Das erkläre Panik und nicht rational begründbare Reaktionen von Schiffsbesatzungen. Infraschall breite sich auch ungehindert über große Entfernungen aus, so dass damit auch Havarien in Regionen mit gutem Wetter erklärbar wären. Weder die Entstehung von Infraschall in nennenswerter Stärke noch dessen Wirkung in der beschriebenen Weise lässt sich belegen, ebenso gibt es keine ungehinderte Ausbreitung über große Entfernungen.

### Fehlinterpretationen
Bei einigen mysteriösen Begebenheiten im Bermudadreieck kann man auch davon ausgehen, dass Funksprüche oder Aussagen falsch interpretiert wurden. Hierfür kann man mit Sicherheit ebenfalls den Vorfall Flug 19 nennen, da man die Funksprüche auch anders interpretieren kann. Setzt man die Funksprüche in eine andere Reihenfolge, ergibt sich ein anderes Bild des Vorfalls.

Jemand aus der Staffel fragte Captain Edward Powers, den Piloten von Flug 19 mit der zweitgrößten Erfahrung, was sein Kompass anzeige. Powers antwortete daraufhin: 

„Ich weiß nicht, wo wir sind, wir müssen nach dem letzten Schwenk abgekommen sein.“

Lieutenant Cox schaltete sich in den Funkverkehr ein und fragte: 

„Was ist bei Ihnen los?“

Die Antwort von Lieutenant Taylor: 

„Meine Kompasse sind beide defekt. Ich versuche Fort Lauderdale zu finden. Bin sicher, dass ich über den Keys bin, aber ich weiß nicht, auf welcher Höhe.“

In dieser Reihenfolge würden die Funksprüche bedeuten, dass Flug 19 einen falschen Schwenk gemacht hatte und dadurch vom Kurs abkam. Die Flugzeuge befänden sich dann über Great Sale Cay auf den Bahamas. Da aber Lieutenant Taylor dort nie geflogen war, täuschte ihn die Ähnlichkeit der dortigen Umgebung mit den Florida Keys, und er ließ sich dadurch in die Irre leiten. Daraus resultierte, dass er nicht mit Bestimmtheit wusste, ob er sich westlich (Golf von Mexiko) oder östlich (Atlantik) von Florida befand. Die Kompasse waren defekt oder er glaubte dies zumindest, wodurch eine genaue Positionsbestimmung erschwert wurde. Die hereinbrechende Dunkelheit tat ein Übriges.

### Fehlende Wrackteile
Durch die schnelle Strömung des Golfstroms ist es durchaus möglich, dass Wrackteile innerhalb sehr kurzer Zeit weit abgetrieben werden. Später können diese dann auf den Meeresgrund gesunken und von Treibsand bedeckt worden sein.

### Schwierige Navigation über offenem Meer
In den Kriegszeiten waren die Piloten bei Weitem nicht so gut ausgebildet wie heute. Es waren junge Männer, denen theoretische Grundlagen wie der Kompassdrehfehler und andere nicht geläufig waren. Auch die Ausbilder waren nicht sonderlich erfahren – sie waren 25, maximal 30 Jahre alt und mehr oder weniger im Schnellverfahren zu Fluglehrern gemacht worden.
Bei starken Cumuluswolken bilden sich deren Schatten zudem scharf auf der Wasseroberfläche ab, so dass es gerade in den seinerzeit üblichen Flughöhen von 3.000 Metern nur schwer möglich ist, zwischen Wolkenschatten und Inseln zu unterscheiden. Die Sichtnavigation – über Wasser bereits schwierig genug – wird also noch komplexer.

## Film und Fernsehen
- In Search of…, Episode The Bermuda Triangle (1976)
- Unheimliche Begegnung der dritten Art